# François-Étienne Kellermann
François-Étienne Kellermann (Metz, 4 de agosto de 1770 — Paris, 2 de junho de 1835), foi um general de cavalaria francês conhecido por suas ousadas e habilidosas façanhas durante as Guerras Napoleônicas. Era filho de François-Christophe Kellermann e pai do diplomata François Christophe Edmond de Kellermann.
Comandou as tropas francesas no Alentejo durante a primeira invasão francesa de Portugal, ficando conhecido pela sua severidade. 

## Juventude e guerras revolucionárias francesas
Nascido em Metz, Kellermann serviu por um curto período no regimento de hussardos de seu pai antes de entrar no serviço diplomático em 1791. Em 1793, ele voltou a se juntar ao exército, servindo principalmente sob o comando de seu pai nos Alpes, e subindo em 1796 ao posto de chefe de brigada. Na última parte da célebre campanha italiana de Bonaparte de 1796-1797, o jovem Kellermann atraiu a atenção do futuro imperador. Ele foi feito general de brigada imediatamente, e continuou na Itália após a Paz de Campo Formio, sendo empregado sucessivamente nos exércitos de Roma e Nápoles sob Macdonald e Championnet.
Na Batalha de Marengo (1800), ele comandou uma brigada de cavalaria pesada sob o comando do Primeiro Cônsul e iniciou e implementou uma das cargas de cavalaria mais famosas da história, que, com Desaix, o ataque de infantaria, decidiu a questão da batalha. As forças francesas haviam lutado o dia todo e estavam se retirando. As tropas austríacas formaram grandes colunas para perseguir os franceses em retirada. À noite, a brigada de cavalaria esgotada de Kellermann que havia sido ocupada ao sul do campo voltou. Junto com alguns esquadrões de dragões e outros elementos, o ataque dos homens de Kellermann sobre três batalhões de granadeiros austríacos foi perfeitamente cronometrado. Então, ele rapidamente reformou seus soldados, atacou e derrotou um regimento de dragões austríaco. Os dragões correram pelas colunas da infantaria austríaca, causando uma derrota geral, garantindo a vitória francesa em uma batalha que parecia perdida apenas uma hora antes.
Ele foi promovido a general de divisão imediatamente, mas já na noite da batalha ele se ressentiu do que ele pensou ser uma tentativa de menosprezar sua façanha. Seguiu-se uma acalorada controvérsia quanto à influência da carga de Kellermann no curso da batalha, e nessa controvérsia ele não demonstrou tato nem tolerância. No entanto, seus méritos eram grandes demais para que sua carreira fosse arruinada por sua conduta na disputa ou pelos frequentes escândalos, e mesmo pelas fraudes, de sua vida privada.

## Guerras Napoleônicas
Ao contrário do de seu pai, seu título para a fama não dependeu de uma oportunidade afortunada. Embora não fosse o mais famoso, ele foi talvez o mais hábil de todos os líderes de cavalaria de Napoleão e se destacou na Batalha de Austerlitz no comando de uma divisão leve de cavalaria no flanco esquerdo. Kellermann comandou uma divisão de cavalaria sob o comando de Jean-Andoche Junot na Invasão de Portugal em 1807. Na Batalha do Vimeiro ele liderou a reserva de granadeiros e, após a derrota francesa, usou suas consideráveis habilidades diplomáticas na negociação da Convenção de Cintra. Na Batalha de Alba de Tormes em 28 de novembro de 1809, ele liderou 3 mil soldados em uma brilhante carga de cavalaria que derrotou o exército espanhol do duque Del Parque. Ele serviu com distinção em outras ocasiões na Guerra Peninsular. Sua rapacidade era notória na Espanha, mas Napoleão encontrou suas desculpas pouco convincentes com as palavras: "General, sempre que seu nome é trazido a mim, não penso em nada além de Marengo".
Ele estava de licença médica durante a invasão francesa da Rússia em 1812. No entanto, em 1813 e 1814 ele liderou o IV Corpo de Cavalaria com habilidade notável. Ele manteve seu posto na primeira Restauração, mas juntou-se a Napoleão durante os Cem Dias e comandou o III Corpo de Cavalaria na campanha de Waterloo.
Ele liderou seus esquadrões em um famoso ataque de cavalaria na Batalha de Quatre Bras em 16 de junho de 1815. Nessa ação, Kellermann foi peremptoriamente ordenado pelo marechal Michel Ney a fazer um ataque frontal na linha anglo-aliada com o 770 soldados. Contra a doutrina da cavalaria, Kellermann pediu um galope imediato para que seus homens não vissem como estavam em desvantagem numérica. Em quatro cargas separadas, o 8º e 11º couraceiros quebraram e capturaram a formação do regimento 69º, batalhão de Hanover e fizeram os 33º e 73º fugir para a segurança de um bosque próximo. Sem o cavalo, Kellermann escapou por pouco segurando o estribo de um de seus cavaleiros.
Em Waterloo, ele foi ferido. Inicialmente, as duas divisões de Kellermann foram usadas em apoio à infantaria no centro esquerdo da linha. Logo no início, os couraceiros - tanto de Kellermann quanto de Milhaud - destruíram um batalhão de infantaria hanoveriano. À tarde, Ney enviou o III Corpo de Cavalaria para um ataque em massa contra as praças de infantaria britânica entre Hougoumont e La Haye Sainte. Em algum momento no final da tarde, os couraceiros - possivelmente de Kellermann - atacaram os batalhões da Legião Alemã do 5º e 8º. Mas as fúteis e repetidas cargas contra a principal linha aliada não conseguiram quebrar um único quadrado e esgotaram a magnífica cavalaria francesa.
Kellermann caiu em desgraça na segunda Restauração e, ao suceder ao título e assento de seu pai na Câmara dos Pares em 1820, que imediatamente assumiu e manteve até a queda de Carlos X em 1830 com uma atitude de oposição determinada aos Bourbons. Ele morreu em 2 de junho de 1835.
KELLERMANN, F. está inscrito no pilar sul (coluna 21) do Arco do Triunfo.